# Саур Ванидович
Саур Ванидович (Саур\л Леванидович) — герой былины, известный в двух довольно отрывочных вариантах. С. Ванидович, князь царства Астраханского (Алыберского), пошел в поход на три царства — Латынское, Литвинское и Сорочинское. Его провожала молодая жена до третьего рубежа и затем воротилась домой. Почувствовав себя беременной, она пишет мужу письмо с просьбой воротиться. Он не верит её беременности, но дает распоряжения на случай, если она родит дочь или сына. Последнего на девятом году жизни она должна прислать к нему на помощь. Княгиня родила сына-богатыря и на девятый год послала его с большим войском к отцу. Он выжег царство Латынское и полонил Литвинское, а затем пошёл на царство Сорочинское. Сорочинские мужики решили выслать на поединок с иноземным богатырем полоненочка-затюремщика, который оказывается Сауром, неизвестно какими судьбами попавшим в плен. На просьбу сорочинских мужиков сослужить им службу великую Саур требует коня и едет биться с молодым богатырем. Высадив сына из седла, Саур пал ему на белу грудь и стал спрашивать о роде-племени. Тут он опознал своего сына. Последний шлёт матери известие, что он выручил родного батюшку.
В другом варианте нет воинственной встречи отца с сыном, но имеются подробности о подвигах богатыря-сына (именуемого Константином) до встречи с отцом. Эти подробности дают В. Ф. Миллеру основание к сближению былины о Сауре с былинами о Суровце. Этот же исследователь, в противоположность А. Н. Веселовскому, ищущему источников былины о Сауре в византийском эпосе, указывает на её восточный, точнее тюркский характер, ссылаясь, между прочим, на то, что былина о Сауре, не введённая в киевский цикл, была записана в Поволжье и самое имя Саур - восточное, поныне употребительное, как личное, у татар.
Предания о каком-то богатыре Сауре - конечно, татарские, - ходили в южно-русских степях, где в разных местах известны могилы (курганы) С. Один из этих курганов (в Донской области между речками Миусом и Крынкою, исследованный М. А. Андриевским) упоминается в разных вариантах малорусской думы о побеге трёх братьев из неволи турецкой, из Азова, под именем Савур-Савор-Осавр-могила. Самое содержание былины о Сауре есть пересказ широко распространенного на Востоке сюжета о встрече богатырей отца и неузнанного сына - Рустема и Зораба.